# سرقة مال النصاب
سرقة مال النصاب (بالإنجليزية: The Rooster Bar)‏ هي رواية إثارة قانونية، من تأليف الكاتب الأمريكي جون غريشام. تم نشرها بالإنجليزية بتاريخ 24 أكتوبر 2017 لدار دابلداي للنشر، وتُرجمت إلى العربية في 19 يونيو 2018 للدار العربية للعلوم. 
استلهم غريشام فكرة الرواية بعد قرائته لمقال في صحيفة ذا أتلانتيك بعنوان احتيال كليات القانون (بالإنجليزية:  The Law-School Scam)‏ في 2014.  